# Perwomaiskoje (Kaliningrad, Bagrationowsk)
Perwomaiskoje (russisch Первомайское, deutsch Pottlitten, mit Heide, litauisch Podelyčiai) ist ein Ort in der russischen Oblast Kaliningrad (Gebiet Königsberg (Preußen)) und gehört zur Pogranitschnoje selskoje posselenije (Landgemeinde Pogranitschny (Hermsdorf)) mit Sitz in Sochowsnoje (Rippen) im Rajon Bagrationowsk (Kreis Preußisch Eylau).

## Geographische Lage
Perwomaiskoje liegt 13 Kilometer nordöstlich der ehemaligen Kreisstadt Mamonowo (Heiligenbeil) an der russischen Regionalstraße 27A-020 (frühere russische A 194, ehemalige deutsche Reichsstraße 1). Die nächste Bahnstation ist Primorskoje-Nowoje (Wolittnick) an der Strecke von Kaliningrad (Königsberg) über Mamonowo nach Polen (ehemalige Preußische Ostbahn).

## Geschichte
Der früher Pottlitten genannte Ort bestand vor 1945 aus einem Gut und ein paar Höfen. Zugehörig war das Vorwerk Heide. 1874 kam das Dorf in den neu errichteten Amtsbezirk Pohren (heute russisch: Rasdolnoje) im Landkreis Heiligenbeil im Regierungsbezirk Königsberg der preußischen Provinz Ostpreußen. Im Jahre 1910 waren in Pottlitten 116 Einwohner registriert.
Am 30. September 1928 kam es zum Zusammenschluss der beiden Gutsbezirke Pottlitten und Warnikam (heute nicht mehr existent) zur neuen Landgemeinde Pottlitten. In ihr lebten 1933 217 und 1939 227 Menschen.
Pottlitten kam 1945 infolge des Zweiten Weltkrieges mit dem nördlichen Ostpreußen zur Sowjetunion und erhielt 1947 die russische Bezeichnung „Perwomaiskoje“. Bis 2009 war der Ort in den Pogranitschni selski sowjet (Dorfrat Pogranitschny (Hermsdorf)) eingegliedert und ist seither – aufgrund einer Struktur- und Verwaltungsreform – eine als „Siedlung“ (russisch: possjolok) eingestufte Ortschaft der Pogranitschnoje selskoje posselenije (Landgemeinde Pogranitschny) im Rajon Bagrationowsk.

## Kirche
Bei seiner überwiegend evangelischen Bevölkerung war Pottlitten mit Heide  bis 1945 in das Kirchspiel Bladiau (heute russisch: Pjatidoroschnoje) eingepfarrt, das zum Kirchenkreis Heiligenbeil (Mamonowo) innerhalb der Kirchenprovinz Ostpreußen der Kirche der Altpreußischen Union gehörte.
Heute liegt Perwomaiskoje im Einzugsgebiet der in den 1990er Jahren neu entstandenen evangelisch-lutherischen Gemeinde Mamonowo (Heiligenbeil). Sie ist eine Filialgemeinde der Auferstehungskirche in Kaliningrad (Königsberg) und Teil der Propstei Kaliningrad in der Evangelisch-lutherischen Kirche Europäisches Russland (ELKER).